# Gigantizem
Gigantizem ali giantizem (grško γίγας, gígas, "velikan", množina γίγαντες, gígantes) je bolezensko stanje, pri katerem sta za obolelega značilna pretirana rast in telesna višina, ki presega povprečne vrednosti. Pri ljudeh do gigantizma pride zaradi pretiranega nastajanja rastnega hormona (somatotropina) v obdobju otroštva, pri čemer tovrstni ljudje dosežejo telesne višine od 2,1 do 2,7 metrov.
Gre za razmeroma redko bolezensko motnjo, ki je posledica zvišanih ravni rastnega hormona v obdobju pred zlitjem rastnega (epifiznega) hrustanca. Stanje se običajno pojavi zaradi nenormalnih izrastlin (tumorjev) na hipofizi. Gigantizma se ne sme zamenjevati z akromegalijo, ki je odrasla različica iste bolezenske motnje, in pri kateri se pojavi povečevanje organov in akrov (štrlečih oziroma distalnih delov telesa).

## Vzrok
Za gigantizem je značilna pretirana raven rastnega hormona (GH). Slednja je v večini primerov posledica novotvorb hipofize (adenomov). Adenomi se razvijejo na prednjem režnju hipofize, na tako imenovani adenohipofizi. Zmožni so tudi povzročitve pretiranega izločanja somatoliberina (GHRH), ki je hipotalamusni prekurzor rastnega hormona.
Zaradi odvečne količine rastnega hormona otroci z gigantizmom dosežejo nenormalne telesne višine, ki precej presegajo povprečne vrednost. Starost, pri kateri se začnejo kazati jasni znaki gigantizma, je pogosto variabilna, velikokrat pa se to zgodi ob starosti 13 let. Za obolele so značilna tudi druge bolezenske težave, kot je denimo zvišan krvni tlak (hipertenzija). Značilnosti, ki so bolj pogoste za bolnike z akromegalijo, se lahko pojavijo pri pacientih blizu adolescence (mladostniškega obdobja), ki so bližje zlitju rastnega hrustanca.

### Hormonski vzrok
Rastni hormon (GH) in inzulinu podobni rastni faktor 1 (IGF-1) sta dve snovi, za kateri je bilo spoznano, da vplivata na nastajanje rastnega hrustanca in rast kosti, ter posledično tudi na gigantizem. Vsi mehanizmi njunega delovanja še niso popolnoma razumljeni. Tako za GH kot tudi IGF je bilo pokazano, da se vključujeta v večino faz rasti: embrionalno, prenatalno in postnatalno. Rastni hormon je prekurzor IGF-1, vsaka od dveh snovi pa ima svojo neodvisno vlogo v hormonalnih poteh. Vseeno se zdi, da je učinek obeh snovi na rast skupen.

### Diagnostično testiranje
Pri diagnostičnem testiranju gigantizma en sam vzorec z normalnimi vrednostmi rastnega hormona ni dovolj za potrditev odsotnosti gigantizma, ker je sekrecija rastnega hormona ob različnih delih dneva lahko raznolika. Po drugi strani je naključen vzorec krvi z zvišano ravnjo rastnega hormona dovoljšen pokazatelj gigantizma in s tem povezane hipersekrecije rastnega hormona. Za dokazovanje hipersekrecije rastnega hormona je dober indikator tudi inzulinu podobni rastni faktor 1 (IGF-1), ki se izloča enakomerno in je njegova raven pri bolnikih z gigantizmom vselej zvišana. Normalna vrednost IGF-1 kaže, da ni hipersekrecije rastnega hormona.

## Genetika
Iskanje specifičnega genetskega vzroka za pojav gigantizma je težavno. Gigantizem je tipični primer motenj s hipersekrecijo rastnega hormona, ki še niso dovolj razumljene. Z gigantizmom je povezanih nekaj pogostih mutacij. Pediatrični bolniki z gigantizmom imajo pogosto duplikacije (podvojitve) genov na kromosomu Xq26. Običajno se pri tovrstnih bolnikih tipični simptomi gigantizma pojavijo še pred doseženimi petimi leti starosti. To kaže na možnost, da naj bi bile duplikacije genov povezane z gigantizmom.
Četudi naj bi bile z gigantizmom povezane raznolike mutacije genov, več kot polovici primerov ni mogoče pripisati genetskih vzrokov.

## Zdravljenje
Številni načini zdravljenja gigantizma so bili deležni kritik in niso popolnoma sprejeti. Za zdravljenje gigantizma se uporabljajo postopki, ki vključujejo kirurške posege in razna zdravila.

### Farmacevtiki
Pegvisomant je eno od zdravil, ki se uporablja za zdravljenje gigantizma. Aplikacija pegvisomanta vodi v zmanjševanje ravni IGF-1, po uporabi se pogosto nekoliko umiri tudi rast. Pegvisomant naj bi bil odlična alternativa nekaterim drugim načinom zdravljenja, ki vključujejo analoge somatostatina, še posebej značilne za zdravljenje akromegalije, če se ob tem uporablja tudi radioterapija. Pri aplikaciji pegvisomanta je nujno, da so vnesene primerne količine, ki ne škodijo procesu rasti. V ta namen se pogosto poslužujejo titracije zdravila.

## Terminologija
Izraz gigantizem se navadno pripisuje ljudem, katerih telesna višina izrazito presega povprečne vrednosti (gledano glede na spol, starost in etničnost). Redkeje se termin uporablja za ljudi, ki so visoki ali nekoliko presegajo povprečje, njihova telesna višina pa je najverjetneje zdrava posledica normalne genetike in ustrezne prehrane. Gigantizem najpogosteje povzroča tumor hipofiznega tkiva, ki vodi v hipersekrecijo rastnega hormona. Posledica bolezenskega stanja so rast rok, obraza in nog. V nekaterih primerih je stanje dedno; prenese se z mutiranim genom.

## Družba in kultura
Iz zgodovinskih poročil je znano precejšnje število obolelih z gigantizmom, pri čemer so bila nekatera ljudstva in plemena že po naravi večja od preostalih. Velikani Krete se pojavljajo v mnogih zgodovinskih virih; med bolj znanimi sta Titan, grški mitološki velikan, in Gigantus, po katerem je gigantizem dobil ime (izpeljanka imena je tudi angleški izraz za velikane, giants). Po velikanih je znan otok Rodos, na katerem naj bi živeli številni velikani (primer je ogromni kip grškega boga sonca, Helija, Rodoški kolos). Goljat, velikan, ki ga omenja Sveto pismo, je bil filistejski bojevnik, ki ga je v spopadu med vojno Izraelcev in Filistejcev ubil deček David. Za člana Goljatove družine je znano, da naj bi imel šest prstov na vsaki nogi in roki.